# Croxby
Croxby är en by i civil parish Thoresway, i distriktet West Lindsey, i grevskapet Lincolnshire, i England. Byn är belägen 17 km från Louth. Croxby var en civil parish fram till 1936 när blev den en del av Thoresway. Civil parish hade 77 invånare år 1931. Byn nämndes i Domedagsboken (Domesday Book) år 1086, och kallades då Cro(c)sbi.